# Niszczyciele typu Forrest Sherman
Niszczyciele typu Forrest Sherman – amerykańskie niszczyciele, zbudowane w liczbie osiemnastu jednostek. Były to pierwsze amerykańskie niszczyciele zbudowane po II wojnie światowej i jednocześnie ostatnie amerykańskie niszczyciele o uzbrojeniu klasycznym (artyleryjskim). Od pierwszej jednostki serii znane są także jako typ DD-931. 

## Historia
Niszczyciele typu Forrest Sherman zostały zaprojektowane pod koniec lat 40. Nowy projekt posiadał najnowocześniejsze ówczesne wyposażenie techniczne, także warunki bytowe dla załogi zostały znacznie polepszone w porównaniu z niszczycielami budowy wojennej. Czołowy okręt, od którego wziął nazwę typ, został nazwany na cześć zmarłego w 1951 admirała Forresta Shermana. Były to ostatnie amerykańskie niszczyciele o uzbrojeniu klasycznym – kolejny typ Charles F. Adams, rozwinięty z Forrest Sherman, był już niszczycielem rakietowym.
Okręty typu Forrest Sherman przeszły znaczące modernizacje w latach 60. i wczesnych 70 XX w. Między innymi, usunięto miotacze bomb głębinowych i działa przeciwlotnicze 76 mm. Dotychczasowe wyrzutnie torpedowe zostały zastąpione przez nowe trzyrurowe wyrzutnie lekkich torped kalibru 324 mm przeciw okrętom podwodnym.
Osiem okrętów tego typu zostało zmodernizowanych dla zwiększenia zdolności zwalczania okrętów podwodnych i wyposażonych w ośmioprowadnicową wyrzutnię rakietotorped ASROC, w miejsce działa nr 2 artylerii głównej 127 mm, oraz sonar o zmiennej głębokości zanurzenia. 
Dalsze cztery okręty "John Paul Jones" (DD-932), "Parsons" (DD-949), "Decatur" (DD-936) i "Somers" (DD-947) zostały w latach 1965-67  przebudowane na niszczyciele rakietowe, określane jako typ Decatur.
Głównymi epizodami służby niszczycieli tego typu była blokada Kuby podczas kryzysu kubańskiego w 1962, a następnie udział w wojnie wietnamskiej (1964–1972), gdzie ostrzeliwały cele lądowe. Niszczyciel "Turner Joy" (DD-951) wziął udział w incydencie w Zatoce Tonkińskiej 4 sierpnia 1964 (domniemanym ataku wietnamskich kutrów).
Okręty typu Forrest Sherman wycofano z marynarki amerykańskiej (US Navy) do lat 1982-1983. Część z nich zatopiono później jako okręty-cele. Obecnie "Edson" (DD-946) jest zachowany jako okręt muzeum w Nowym Jorku, "Turner Joy" (DD-951) w Bremerton, a "Barry" (DD-933) w Waszyngtonie.

### Uzbrojenie
- 3 pojedyncze armaty uniwersalne Mk 42 kalibru 127 mm (długość lufy L/54) w jednej wieży na dziobie i dwóch wieżach na rufie
- 4 armaty przeciwlotnicze Mk 33 kalibru 76 mm (zdjęte w latach 60.)
- poczwórna wyrzutnia torpedowa kalibru 533 mm (w latach 60. zastąpione przez dwie trzyrurowe wyrzutnie torpedowe Mk 32 kalibru 324 mm dla torped przeciw okrętom podwodnym)
- 2 miotacze  bomb głębinowych Mark 10/11 Hedgehog (zdjęte w latach 60.)

Okręty modernizowane do standardu zwalczania okrętów podwodnych:
- 2 pojedyncze armaty uniwersalne Mk 42 kalibru 127 mm w jednej wieży na dziobie i jednej na rufie
- ośmioprowadnicowa wyrzutnia rakietotorped ASROC
- dwie trzyrurowe wyrzutnie torpedowe Mk 32 kalibru 324 mm dla torped przeciw okrętom podwodnym

Okręty przebudowane na niszczyciele rakietowe:
- 1 armata uniwersalna Mk 42 kalibru 127 mm w wieży na dziobie
- jedna jednoprowadnicowa wyrzutnia Mk 13 kierowanych przeciwlotniczych pocisków rakietowych RIM-24 Tartar
- ośmioprowadnicowa wyrzutnia rakietotorped ASROC
- dwie trzyrurowe wyrzutnie torpedowe Mk 32 kalibru 324 mm dla torped przeciw okrętom podwodnym

### Wyposażenie elektroniczne
- stacje radiolokacyjne dozoru powietrznego, dozoru ogólnego, kierowania ogniem artylerii, podkilowa stacja hydrolokacyjna,  systemy walki radioelektronicznej

## Okręty typu Forrest Sherman
(w nawiasach daty wodowania / wejścia do służby)
- DD-931  Forrest Sherman (5. 2. 1955 / 9. 11. 1955)
- DD-932  John Paul Jones (7. 5. 1955 /  5. 4. 1956)
- DD-933  Barry (1. 10. 1955 / 9. 7. 1956)
- DD-936  Decatur (15. 12. 1955 / 7. 12. 1956)
- DD-937  Davis (28. 3. 1956 / 28. 2. 1957)
- DD-938  Jonas Ingram (7. 8. 1956 / 19. 7. 1957)
- DD-940  Manley (12. 4. 1956 / 1. 2. 1957)
- DD-941  Dupont (8. 9. 1956 / 1. 7. 1957)
- DD-942  Bigelow (2.2.1957 / 8.11.1957)
- DD-943  Blandy (19.12.1956 / 26.11.1957)
- DD-944  Mullinnix (18.3.1957 / 7.3.1958)
- DD-945  Hull (10.8.1957 / 3.7.1958)
- DD-946  Edson (4.1.1958 / 3.4.1959)
- DD-947  Somers (30.5.1958 / 9.4.1959)
- DD-948  Morton (23.5.1958 / 26.5.1959)
- DD-949  Parsons (19.8.1958 / 29.10.1959)
- DD-950  Richard S. Edwards (24.9.1957 / 5.2.1959)
- DD-951  Turner Joy (5.5.1958 / 3.8.1959)